# Cheadle Heath
Cheadle Heath är en stadsdel i Stockport i Storbritannien.   Den ligger i distriktet Metropolitan Borough of Stockport i Greater Manchester och riksdelen England, i den centrala delen av landet, 250 km nordväst om huvudstaden London. Cheadle Heath ligger 49 meter över havet och antalet invånare är 1 901.
Terrängen runt Cheadle Heath är platt. Runt Cheadle Heath är det mycket tätbefolkat, med 1 517 invånare per kvadratkilometer. Närmaste större samhälle är Stockport, 2,4 km öster om Cheadle Heath. Runt Cheadle Heath är det i huvudsak tätbebyggt.